# 宁波滑蜥
宁波滑蜥（学名：Scincella modesta）为石龙子科滑蜥属的爬行动物，俗名马蛇子。

## 分布
在中国大陆，分布于河北、天津、辽宁、上海、江苏、浙江、安徽、福建、湖北、湖南、香港、四川等地，多见于向阳坡面溪边卵石间和草丛下的石缝。其生存的海拔范围为50至1895米。该物种的模式产地在浙江宁波。

## 亚种
- 宁波滑蜥指名亚种（学名：Scincella modesta modesta），Guenther于1864年命名。在中国大陆，分布于长江以南等地。该物种的模式产地在浙江宁波。[2]
- 宁波滑蜥北方亚种（学名：Scincella modesta septentrionalis），Schmidt于1925年命名。在中国大陆，分布于河北、辽宁、江苏等地。该物种的模式产地在河北兴隆山。[3]

## 保护
本种于2023年被收录入《有重要生态、科学、社会价值的陆生野生动物名录》。